# Gustaaf Van Vaerenbergh
Gustaaf Van Vaerenbergh, né le 19 août 1933 à Schepdael (Brabant flamand), est un coureur cycliste belge, professionnel de 1954 à 1965.

## Palmarès
- 1953
  -  Champion de Belgique sur route indépendants
  - Grand Prix d'Affligem
  - 2e étape de l'Omnium de la Route
  - 3e de l'Omnium de la Route
- 1954
  - 2e de Hoeilaart-Diest-Hoeilaart
- 1957
  - Grand Prix Marcel Kint
  - 3e du championnat de Belgique de poursuite
  - 9e de la Flèche wallonne
- 1958
  - Grand Prix de la Famenne
  - Gullegem Koerse
  - 2e du Circuit de Flandre orientale
  - 3e du Tour du Nord
- 1960
  - 2e de Bruxelles-Ingooigem
- 1961
  - Escaut-Dendre-Lys
  - Grand Prix du Parisien (contre-la-montre par équipes)
  - 2e du Tour des onze villes
  - 2e des Trois villes sœurs
- 1962
  - Circuit des Ardennes flamandes - Ichtegem
  - 3e du Circuit du Houtland-Torhout
  - 9e de Paris-Bruxelles
- 1963
  - Championnat des Flandres
- 1964
  - Circuit du Sud-Ouest
  - 3e du Grand Prix Jef Scherens
- 1965
  - Prix de Saint-Lievin-Esse
  - 2e de la Flèche enghiennoise
  - 3e du Circuit du Brabant occidental
  - 3e du Grand Prix Victor Standaert

## Résultats sur les grands tours

### Tour d'Italie
- 1962 : abandon (5e étape)